# Medha Patkar
Medha Patkar (Mumbai, 1º dicembre 1954) è un'attivista indiana che lavora su varie questioni politiche ed economiche cruciali sollevate da tribali, dalit, agricoltori, lavoratori e donne che affrontano l'ingiustizia in India. 
È una studiosa del TISS, un importante istituto di ricerca in scienze sociali in India.

## Biografia
Medha Patkar è nata Medha Khanolkar nel 1954 a Mumbai da Vasant Khanolkar, combattente per la libertà e leader sindacale, e sua moglie Indumati Khanolkar, un'ufficiale del dipartimento delle poste e dei telegrafi. Ha un fratello architetto di nome Mahesh Khanolkar.
Ha conseguito un Master in servizi sociali presso il Tata Institute of Social Sciences.

## Carriera da attivista
Ha lavorato con organizzazioni di volontariato nei bassifondi di Mumbai per 5 anni e nei distretti tribali dei distretti nord-est del Gujarat per 3 anni. Ha lavorato come membro della facoltà presso il Tata Institute of Social Sciences, ma ha lasciato la sua posizione per intraprendere il lavoro sul campo. È stata dottoranda presso il TISS, studiando lo sviluppo dell'economia e il suo impatto sulle società tradizionali. Ha lasciato il suo dottorato di ricerca incompiuto quando si è immersa nel suo lavoro con le comunità tribali e contadine nella valle di Narmada.

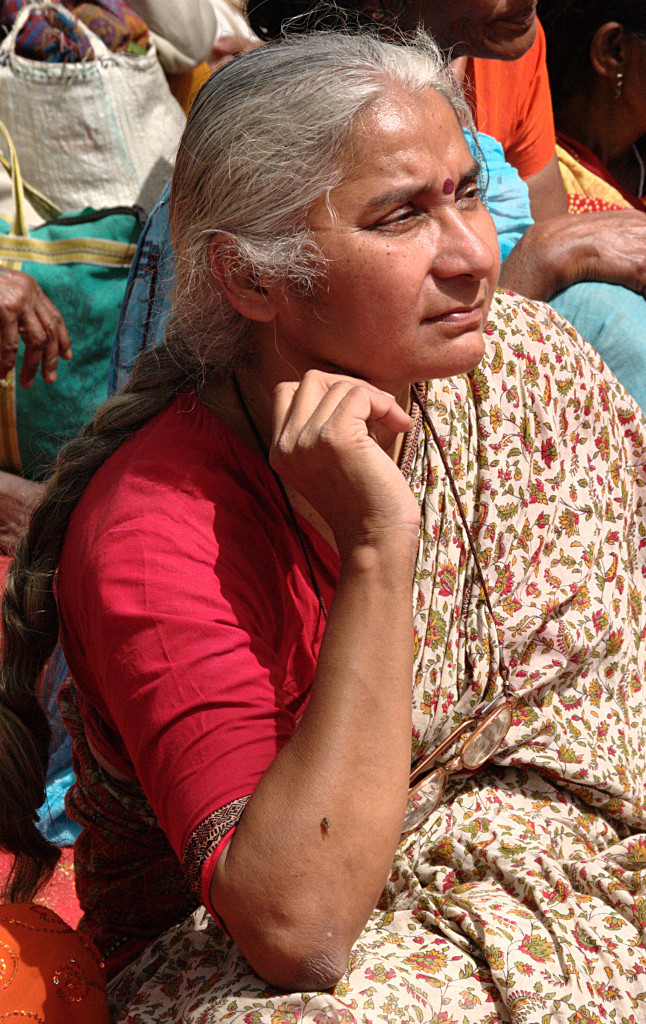
Medha Patkar nel marzo 2012

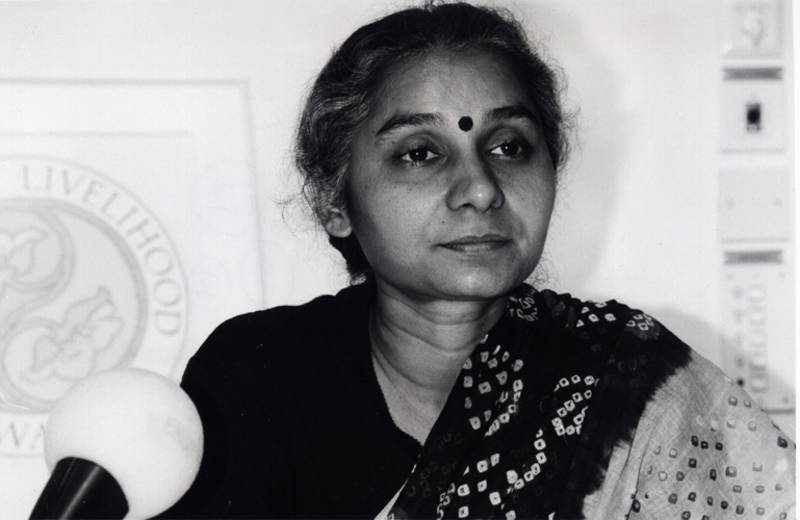
Medha Patkar alla fondazione Right Livelihood Award

### Narmada Bachao Andolan
Narmada Bachao Andolan (NBA) è un movimento sociale che protesta contro la diga sul fiume Narmada che ha avuto inizio nel 1985 composto da adivasi, agricoltori, lavoratori ittici, operai e altri nella valle di Narmada insieme agli intellettuali tra cui ambientalisti, attivisti per i diritti umani, scienziati, accademici, artisti che si battono per uno sviluppo giusto e sostenibile. La diga di Sardar Sarovar nel Gujarat è una delle più grandi dighe di Narmada, dove la lotta popolare non violenta ha messo in dubbio i costi sociali e ambientali, la pianificazione antidemocratica e la distribuzione ingiusta dei benefici. La lotta è ancora in corso nelle aree colpite dal Sardar Sarovar e anche in altre dighe di grandi e medie dimensioni sul Narmada e sui suoi affluenti. Ha portato migliaia di famiglie colpite dal progetto a ricevere la riabilitazione a terra e continua a lottare contro la sommersione e lo sfollamento senza riabilitazione di oltre 40.000 famiglie residenti in queste aree sommerse dal Sardar Sarovar fino ad oggi. Molte delle sue affermazioni e critiche sugli aspetti economici, sociali e ambientali del progetto di sviluppo della valle di Sardar Sarovar e Narmada sono oggi confermate. Patkar ha anche messo in dubbio la saggezza della strategia di sviluppo attualmente popolare di collegare i fiumi in India come mezzo per affrontare i problemi di scarsità d'acqua.

### Ghar Bachao Ghar Banao Andolan
È una lotta per il diritto alla casa a Mumbai, iniziata nel 2005 e continua a lottare per i diritti degli abitanti delle periferie e di coloro che sono stati ingannati dai costruttori in vari progetti di riabilitazione e riqualificazione. Tutto è iniziato quando il governo del Maharashtra demolì 75.000 case di famiglie povere nel 2005 contro le sue stesse promesse prima delle elezioni. Il movimento fu fondato da Medha Patkar e da altri quando pronunciò lo slogan in un grande incontro pubblico nella piazza Azaad di Mumbai. In quanto membro della classe operaia, GBGBA rispetta gli abitanti delle baraccopoli per il contributo alla vita della città e li coinvolge in una pianificazione equa e inclusiva per lo sviluppo urbano.

### National Alliance of People's Movements
La National Alliance of People's Movements (NAPM) è un'alleanza dei movimenti popolari in India, con l'obiettivo dichiarato di lavorare su una serie di questioni legate alla giustizia socioeconomica, alla giustizia politica e all'equità. Medha Patkar ha fondato la National Alliance of People's Movements con l'obiettivo di "facilitare l'unità e dare forza ai movimenti dei popoli in India, lottando contro l'oppressione, mettendo ulteriormente in discussione l'attuale modello di sviluppo per lavorare verso un'alternativa giusta". È la convocatrice nazionale del NAPM. http://napm-india.org/

### Tata Nano e lo stabilimento di Singur
Tata Motors iniziò a costruire una fabbrica per produrre la sua auto da 2500 $, la Tata Nano, a Singur. Paktar ha protestato contro la creazione dello stabilimento di Singur. Il convoglio di Patkar è stato aggredito, presumibilmente da attivisti del CPI (M), a Kapaseberia nel distretto di East Midnapore mentre si stava dirigendo verso Nandigram dilaniata dai conflitti. Al culmine dell'agitazione, Ratan Tata fece osservazioni mettendo in dubbio la fonte dei fondi degli agitatori. Nell'ottobre 2008 Tata ha annunciato che la fabbrica non sarebbe stata completata e che la produzione della Nano sarebbe stata avviata a Sanand..

### Lavasa
Lavasa è un progetto di Hindustan Construction Corporation, nel Maharashtra. È una città ancora da completare. Il progetto Lavasa è criticato da P. Sainath per l'uso ingiusto dell'acqua in uno stato di suicidio degli agricoltori più colpiti. Medha Patkar e gli abitanti del villaggio di Lavasa hanno protestato per i danni ambientali a Nagpur. Ha anche depositato un'accusa di conflitto di interesse in Corte Suprema contro il progetto Lavasa.

### Demolizione a Golibar
Una demolizione ha avuto luogo il 2 e 3 aprile 2013 nella zona di Golibar, Mumbai, sfrattando 43 case e sfollando più di 200 persone. L'intero progetto prevedeva lo sfollamento di migliaia di famiglie e comunità di 50-100 anni che chiedono diritti di alloggio in loco e partecipativi. Medha Patkar con più di 500 abitanti delle baraccopoli si è messa a digiunare a tempo indefinito per protestare contro ogni ulteriore demolizione fino al completamento dell'inchiesta sulla questione. Patkar ha denunciato la corruzione e le "atrocità" da parte dei costruttori nel programma di riabilitazione delle barraccopoli della città e ha chiesto la sospensione di sei progetti da parte delle autorità per la riabilitazione delle abitazioni, fino a quando non sarà condotta un'indagine adeguata. L'indagine è stata condotta fornendo soluzioni parziali, quindi le comunità continuano la loro lotta.

### Missione
Per salvare il settore delle cooperative dello zucchero nel Maharashtra dal cadere nelle mani di politici tra cui decine di ministri nel gabinetto del Maharashtra fino al 2014, Medha Patkar ha organizzato proteste. Ha spiegato che "i politici sono interessati ai principali appezzamenti di terra, vecchie attrezzature e macchinari" delle cooperative di zucchero e ha accusato il governo dello stato di vendere beni industriali a tassi di scarto. Un caso contro la fabbrica di zucchero Girna a Malegaon e membri della famiglia Chhagan Bhujbal pendente dinanzi alla Corte Suprema dell'India e la terra inutilizzata della fabbrica è rioccupata e coltivata dagli agricoltori locali che erano i donatori della cooperativa privatizzata dall'ex ministro acquistandola a basso prezzo.

### Progetto nucleare Kovvada
Patkar ha espresso una forte opposizione all'acquisizione di terreni nel distretto di Srikakulam, Andhra Pradesh, dicendo che la centrale nucleare sarebbe un disastro per l'ecologia e per la popolazione della regione.

## Carriera politica
Nel gennaio 2004 durante il World Social Forum tenutosi a Mumbai  Medha Patkar e altri membri dell'Alleanza nazionale del movimento popolare hanno dato vita al partito "Fronte politico popolare" chiamato anche "Lok Rajniti Manch". Tuttavia, Medha non partecipò come politica attiva, ma si impegnò a creare un'atmosfera e un ambiente organizzando una campagna di quindici giorni a livello statale del Maharashtra. Fu accompagnata da due giovani attivisti, Maju Warghese e dal giornalista Jaspal Singh Naol (Jal). Furono organizzate riunioni sotto la sua guida in ogni distretto del Maharashtra. La maggior parte dei membri aveva chiesto a Patkar di candidarsi alle elezioni, ma lei ha rifiutato.
Nel gennaio 2014 Medha Patkar si è unita al Partito Aam Aadmi, un partito politico guidato da Arvind Kejriwal. Lei e la sua organizzazione National Alliance of People's Movement hanno fornito supporto al partito Aam Aadmi durante la campagna di Lok Sabha.

## Premi e riconoscimenti
- 1991: Right Livelihood Award[19]
- 1992: Goldman Environment Award[20]
- 1995: Green Ribbon Award come miglior attivista politica internazionale dalla BBC
- 1999: Premio per i difensori dei diritti umani da Amnesty International, Germania
- 1999: MA Thomas National Human Rights Award del Vigil India Movement[21]
- 1999: Persona dell'anno BBC
- 1999: Premio Deena Nath Mangeshkar[22]
- 1999: Premio Kundal Lal per la pace
- 1999: Premio Mahatma Phule[23]
- 2001: Premio Basavashree[24]
- 2013: Premio Matoshree Bhimabai Ambedkar[25]
- 2014: Premio Madre Teresa per la giustizia sociale.[26]